# José Joaquín de Herrera
José Joaquín Antonio Florencio de Herrera y Ricardos (Xalapa, 23 de febrero de 1792-Tacubaya, 10 de febrero de 1854) fue un militar y político mexicano que se desempeñó como presidente de México en tres ocasiones. Fue un personaje decisivo durante la intervención estadounidense en México (1846-1848); así como en la reconstrucción del país posterior al conflicto.

## Primeros años y formación
José Joaquín Herrera nació en Xalapa, estado de Veracruz, el 23 de febrero de 1792, y fue bautizado el mismo día con el nombre de José Joaquín Antonio Florencio. Fue el quinto de los seis hijos nacidos del matrimonio entre José Rafael Herrera y del Campo y su segunda esposa, Ana Apolinaria Ricardos Iberri, que se habían casado en 1780. Los hermanos de Herrera fueron Francisco de Paula, Rafael Antonio, Antonio María, María del Rosario y María Juana.
Su padre había estado casado en primeras nupcias con María Josefa González, con quien tuvo seis hijos: José María, Antonio José, María Josefa, Antonia Gertrudis, Bernardo Antonio y María Rafaela de Herrera y González. La familia Herrera Ricardos se estableció en Perote, donde José Joaquín pasó su infancia y adolescencia y donde su padre era administrador de una casa de correos. En 1795 murió su madre, y su padre contrajo matrimonio por tercera y última ocasión con María Gertrudis Rivas Rodríguez, con quien también tuvo descendencia.
Se enlistó en el ejército realista en 1809, como cadete en el Regimiento de la Corona. Por 1811 alcanzó el grado de capitán. Combatió a los insurgentes en Aculco, Guanajuato, Puente de Calderón, Acatlán y Veledero, entre otros lugares. Después figuró en la expedición española para retomar el puerto de Acapulco de manos de los rebeldes, y se le dio el mando civil y militar de la región. En 1817 fue nombrado comandante de Acapulco y Tecpan.

## Carrera militar y política
En 1820 se retiró del ejército como teniente coronel y se mudó a Perote, donde abrió una tienda. Durante su retiro, estableció contacto con algunos líderes insurgentes como Guadalupe Victoria. Poco después de la proclamación del Plan de Iguala, un contingente de infantería en movimiento desde Veracruz a Puebla se declaró a favor de Agustín de Iturbide. Los oficiales le ofrecieron el mando al teniente coronel Herrera. Accedió y añadió la guarnición del Fuerte de San Carlos. Este ejército marchó a Orizaba, luego comandados por los realistas bajo las órdenes del teniente coronel Antonio López de Santa Anna, con quien se reunió el 22 de marzo de 1821. Estas fuerzas también se suman al Plan de Iguala.
En el momento en que el Ejército Trigarante entró a la Ciudad de México en 1821, Herrera era general de brigada. Distanciado de Iturbide cuando este fue coronado emperador, Herrera fue arrestado por conspiración. Fue liberado y después representó a su estado en el Primer Congreso Constituyente. El 19 de marzo de 1823 fue uno de los diputados que aceptaron la abdicación de Iturbide. El día 31 del mismo mes fue nombrado capitán general de la Ciudad de México. En el nuevo gobierno, encabezado por el general Guadalupe Victoria, Herrera fue ministro de guerra (1823-24), administración en la que se dedicó a mejorar las armas de la infantería y ordenó un nuevo modelo de la silla de la caballería. En abril de 1823 sugiere añadir a la bandera nacional la figura de dos ramas, una de encino y otra de laurel, que siguen figurando en el símbolo patrio. El 17 de abril de 1826 contrajo matrimonio en Córdoba, Veracruz con una lugareña de nombre María Dolores Alzugaray (1811-1839), con quien habría de procrear dos hijos. Volvería a ocupar la cartera de Guerra en 1833 con el nuevo presidente Antonio López de Santa Anna.
Ocupó varios cargos políticos y militares. Fue leal a las autoridades legales y opositor al absolutismo y a las arbitrariedades de las administraciones de Santa Anna, de quien nunca fue aliado ni adepto.

## Presidente de México

### Primer mandato (1844)
En 1844, el general Valentín Canalizo, presidente del Consejo de Estado, fue nombrado presidente interino de México en reemplazo de Antonio López de Santa Anna. Canalizo, sin embargo, no se encontraba en la Ciudad de México en el momento de su nombramiento, sino en San Luis Potosí, por lo que Herrera fue designado presidente interino para sustituirlo mientras llegaba a la capital. Sirvió del 12 al 21 de septiembre del año de 1844. En su breve administración de 9 días, Herrera presidió la celebración del Día de Independencia.

### Segundo mandato (1844-1845)
Entregó el poder a Canalizo y se retiró, pero a la caída de Santa Anna fue elegido otra vez presidente de México y ejerció como tal del 6 de diciembre de 1844 al 30 de diciembre de 1845. Llamó a personajes centralistas y federalistas para incluirlos en su gabinete o bien para darles cargos relevantes en el nuevo gobierno.
Durante su administración la República de Texas se anexó a los Estados Unidos. El Senado de México rompió relaciones con el país vecino el 28 de marzo de 1845 y Herrera dio las órdenes para que se enlistasen las tropas y prepararse para la guerra. Sin embargo, Herrera prefirió las negociaciones pacíficas. Como él no fue a la guerra, seguidores de Santa Anna se amotinaron el 7 de julio de 1845. Herrera y tres miembros de su gabinete fueron secuestrados por los rebeldes; sin embargo el presidente pudo imponer su autoridad y fue liberado.
Los Estados Unidos reclamaban territorios de México que no eran parte de Texas: Tamaulipas, Coahuila, Chihuahua y Nuevo México al otro lado del río Grande. Cuando los estadounidenses enviaron tropas a los territorios en disputa, un pelotón fue capturado por el ejército mexicano el 29 de marzo de 1846. El 13 de mayo de ese mismo año, el Congreso de Estados Unidos declaró la guerra a México.
El presidente Herrera, con mucha dificultad, pudo reunir una fuerza de 6000 hombres, que fue puesta bajo las órdenes del general Mariano Paredes y Arrillaga y enviada al norte para combatir a los estadounidenses. Paredes llegó a San Luis Potosí, pero en lugar de marchar hacia el norte para luchar con los invasores, en diciembre de 1845 volvió a la capital y derrocó al gobierno del presidente Herrera, quien dejó el puesto el 30 de diciembre del mismo año.

## Invasión estadounidense
En la guerra entre México y Estados Unidos Herrera sustituye a Antonio López de Santa Anna como comandante del ejército, tras la batalla de Huamantla del 9 de octubre de 1847. Tres días después, el general estadounidense Joseph Lane se abrió camino entre las tropas de Herrera en Puebla y cercó la Ciudad de México.

## Tercer mandato (1848-1851)
El 30 de mayo de 1848, después del fin de la guerra mexicano-estadounidense, Herrera fue elegido nuevamente presidente, pero rechazó el cargo. Una comisión del Congreso lo visitó en su domicilio en Tacubaya para persuadirlo diciéndole que si declinaba la oferta podría resultar una guerra civil. Herrera aceptó, y como Ciudad de México estaba en manos de los estadounidenses, estableció el 2 de junio de 1848 su gobierno en Mixcoac. Sirvió hasta el 15 de enero de 1851.
Durante su tercera administración la salud de Herrera estaba quebrantada. Su gobierno enfrentó numerosos problemas y contratiempos: México estaba en una condición económica precaria y miserable, con los bandidos controlando las carreteras y caminos. Había una epidemia de cólera y como el gobierno de la República de Yucatán no podía controlar los levantamientos indígenas en Misantla y Yucatán (Guerra de Castas), pidió su reincorporación a México, a cambio de ayuda, la cual otorgó, a pesar de la difícil situación del erario público, lo que permitió que el 17 de agosto de 1848 Yucatán se reincorporara definitivamente a México.
Mariano Paredes encabezó un levantamiento armado contra el Tratado de Paz de Guadalupe-Hidalgo. Leonardo Márquez se rebeló en 1849 a favor de Santa Anna, argumentando que su dimisión no era válida porque el Congreso no había estado en sesiones.
Juan de Dios Cañedo fue asesinado, y los adeptos de Santa Anna culparon a Herrera, afirmando que Cañedo tenía en su posesión documentos secretos que demostraban que Herrera había sido enviado en 1844 por Estados Unidos para negociar una liquidación en efectivo por la pérdida de Texas. El presidente Herrera dio una concesión para la construcción de la vía ferroviaria de Ciudad de México a Veracruz, la primera en el país, y otra para una línea telegráfica entre Ciudad de México y Puebla.
En su tercer y último periodo, Herrera impulsó el proyecto de los liberales moderados, apoyando a dos brillantes ministros: Mariano Riva Palacio y Mariano Otero. José Joaquín tuvo que gobernar un país que había perdido más de la mitad de su territorio con los 15 millones de pesos que Estados Unidos pagó como compensación. La indemnización fue destinada en parte para pagar la deuda inglesa, otra parte para la pacificación del país y la mayor parte sirvió para los sueldos de la burocracia.

## Años posteriores y muerte

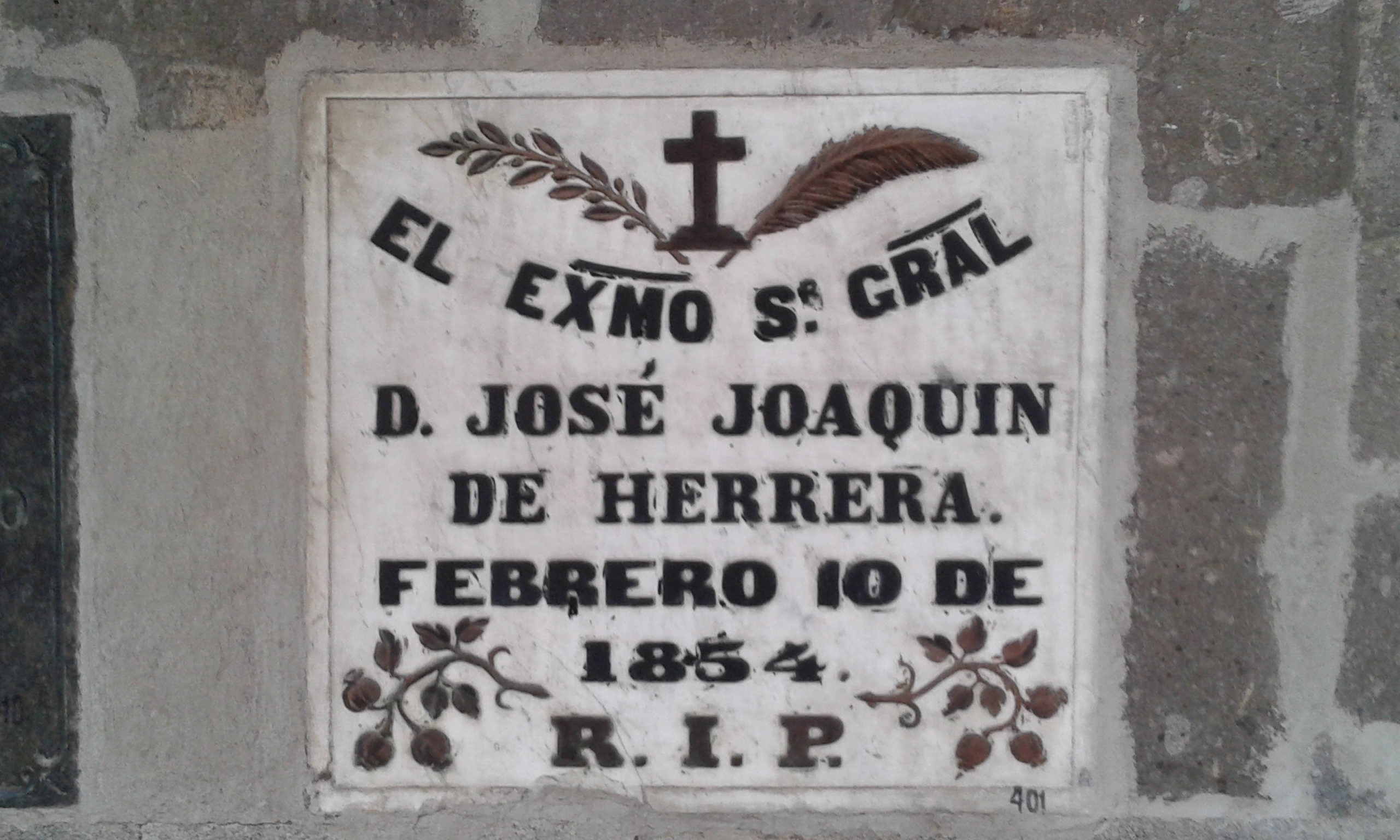
Nicho de José Joaquín de Herrera en el Panteón de San Fernando de la Ciudad de México.

José Joaquín de Herrera logró entregar el poder de manera pacífica y constitucional al general Mariano Arista el 15 de enero de 1851. Se retiró a la vida privada. El general Herrera tenía una cualidad que lo distinguió de los militares de su época: era extremadamente honrado. Así lo demostró en sus tres administraciones, en las que la austeridad fue característica de su mandato.
El día en que renunció a la presidencia, se vio obligado a empeñar una joya para aliviar su situación económica y él mismo mandaba traer comida de su casa para comer en el Palacio Nacional, lo cual muestra su extrema honradez. El presidente Arista lo nombró director del Nacional Monte de Piedad, cargo que ocupó hasta el año de 1853.[cita requerida] Murió el 10 de febrero de 1854, a los 61 años de edad, en su modesto domicilio en Tacubaya. Fue enterrado en el panteón de San Fernando. Luego de la muerte de su esposa, Herrera no volvió a contraer matrimonio.